# Rue de Valenciennes (Toulouse)
Pour les articles homonymes, voir Rue de Valenciennes.
La rue de Valenciennes est une voie de Toulouse, chef-lieu de la région Occitanie, dans le Midi de la France.

## Situation et accès

### Description
La rue de Valenciennes est une voie publique. Elle se trouve dans le quartier de Monplaisir.
Elle naît des allées Paul-Sabatier. Longue de seulement 82 mètres et rectiligne, d'une largeur régulière de 10 mètres, elle est orientée à l'est. Elle se termine en débouchant sur le port Saint-Sauveur.
La chaussée compte une voie de circulation automobile à double-sens. Elle appartient à une zone 30 et la vitesse y est limitée à 30 km/h. Il n'existe pas d'aménagement cyclable.

### Voies rencontrées
La rue de Valenciennes rencontre les voies suivantes, dans l'ordre des numéros croissants :
1. Allées Paul-Sabatier
2. Port Saint-Sauveur

## Odonymie
La rue est nommée en hommage, non de la ville de Valenciennes, commune française du Nord, mais de Pierre-Henri de Valenciennes (1750-1819). Artiste peintre né à Toulouse, représentatif du courant néo-classique, il se spécialise dans la peinture de paysage. Il se consacre également à l'enseignement et devient professeur à l'École polytechnique et à l'École impériale des Beaux- Arts.

## Patrimoine et lieux d'intérêt
- no  10 : immeuble (deuxième moitié du XIXe siècle)[2].

- no  12 : maison Fajac. 
La maison, construite dans la deuxième moitié du XVIIIe siècle, a appartenu à la vicomtesse de Fajac, qui lui a donné son nom. Entre 1852 et 1856, elle est louée par la compagnie du canal du Midi pour y installer ses bureaux liés à l'exploitation de la barque de poste et y loger le personnel travaillant sur le port. Elle est encore divisée en logements. La maison s'élève sur trois niveaux, séparés par des cordons de brique. Le rez-de-chaussée est ouvert par des arcades qui alternent avec deux portes. Il est surmonté par un étage, éclairé de fenêtres rectangulaires, et un niveau de comble. Une large corniche débordante couronne l'élévation[3].